# Cystopteris membranifolia
Cystopteris membranifolia là một loài thực vật có mạch trong họ Woodsiaceae. Loài này được Mickel miêu tả khoa học đầu tiên năm 1972.